# تشارلز إي. بيكيت
تشارلز إي. بيكيت هو محامي وسياسي أمريكي، ولد في 14 يناير 1866 في مقاطعة فان بورين في الولايات المتحدة، وتوفي في 20 يوليو 1930 في واترلو في الولايات المتحدة. نشط حزبياً في الحزب الجمهوري. وقد انتخب عضو مجلس النواب الأمريكي ‏.